# Ryan Schofield
Ryan Schofield, né le 11 décembre 1999 à Huddersfield au Royaume-Uni, est un footballeur anglais qui joue au poste de gardien de but.

## Biographie
Le 26 juillet 2023, il signe à Portsmouth pour un contrat d'une année. Schofield quitte Huddersfield après avoir passé la majorité de sa carrière en prêt. Le natif d'Huddersfield a néanmoins joué 33 matchs en Championship avec son club d'enfance.
Le 1ermai 2024, Portsmouth dans sa liste annuel de revue d'effectif, déclare qu'il est libéré cet été, à l'expiration de son contrat.

## Palmarès

### En club
| Portsmouth FC (1)                                                    |
| - Championnat d'Angleterre de troisième division : - Champion : 2024 |